# Dunmore Town
Dunmore Town – miasto na Bahamach; na wyspie Harbour Island. W 2010 zamieszkiwało je 1 762 mieszkańców. Jedenaste co do wielkości miasto kraju, jedyne miasto na swojej wyspie.

## Historia
Dunmore Town było jedną z najwcześniej założonych osad na Bahamach. Jej nazwa pochodzi od Johna Murraya, hrabiego Dunmore i Lojalisty, który zyskał urząd gubernatora Bahamów po przegraniu rewolucji amerykańskiej. Za jego rządów populacja Bahamów wielokrotnie zwiększyła się. Gubernator zbudował w Dunmore Town swoją letnią siedzibę i zaprojektował siatkowy układ miasta.
W XIX wieku miasto prężnie rozwijało się, jako znana stocznia i ośrodek rafinacji cukru, będąc drugą co do wielkości osadą Bahamów. W czasie amerykańskiej prohibicji, Dunmore Town zarabiało na sprzedaży rumu. W latach 20. XX wieku, miasto zaczęło korzystać na turystyce na dużą skalę.

## Galeria

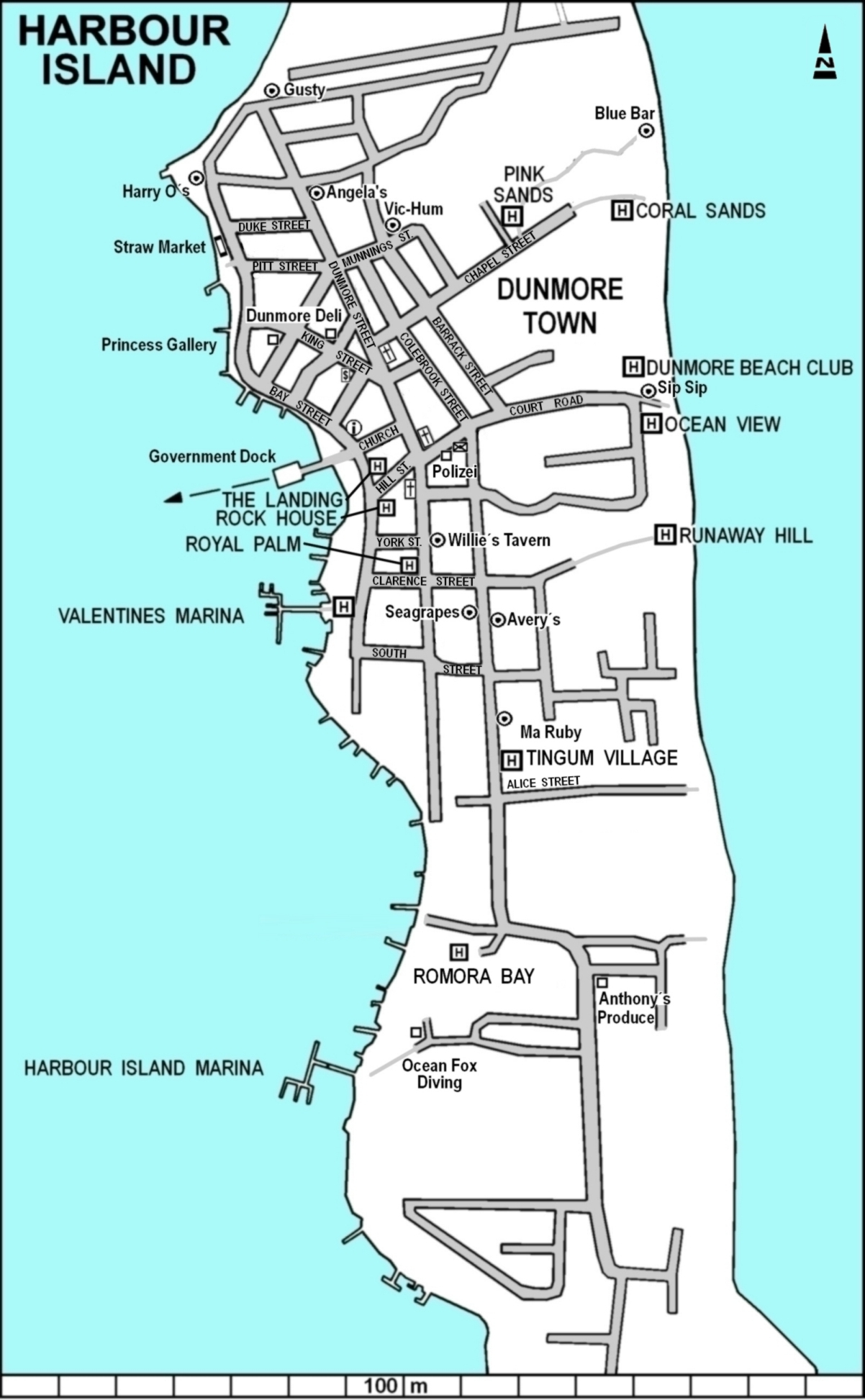
Plan miasta.
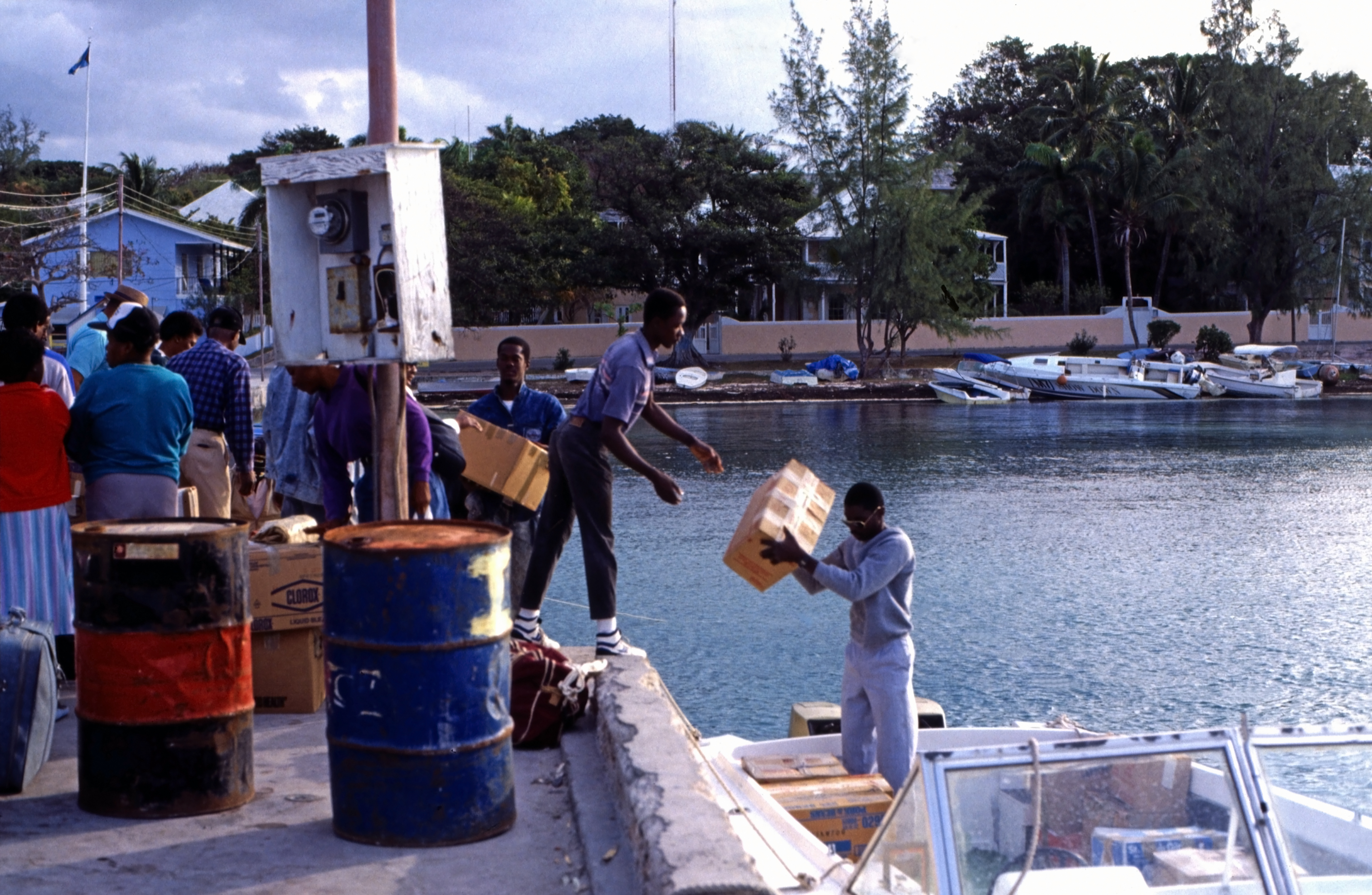
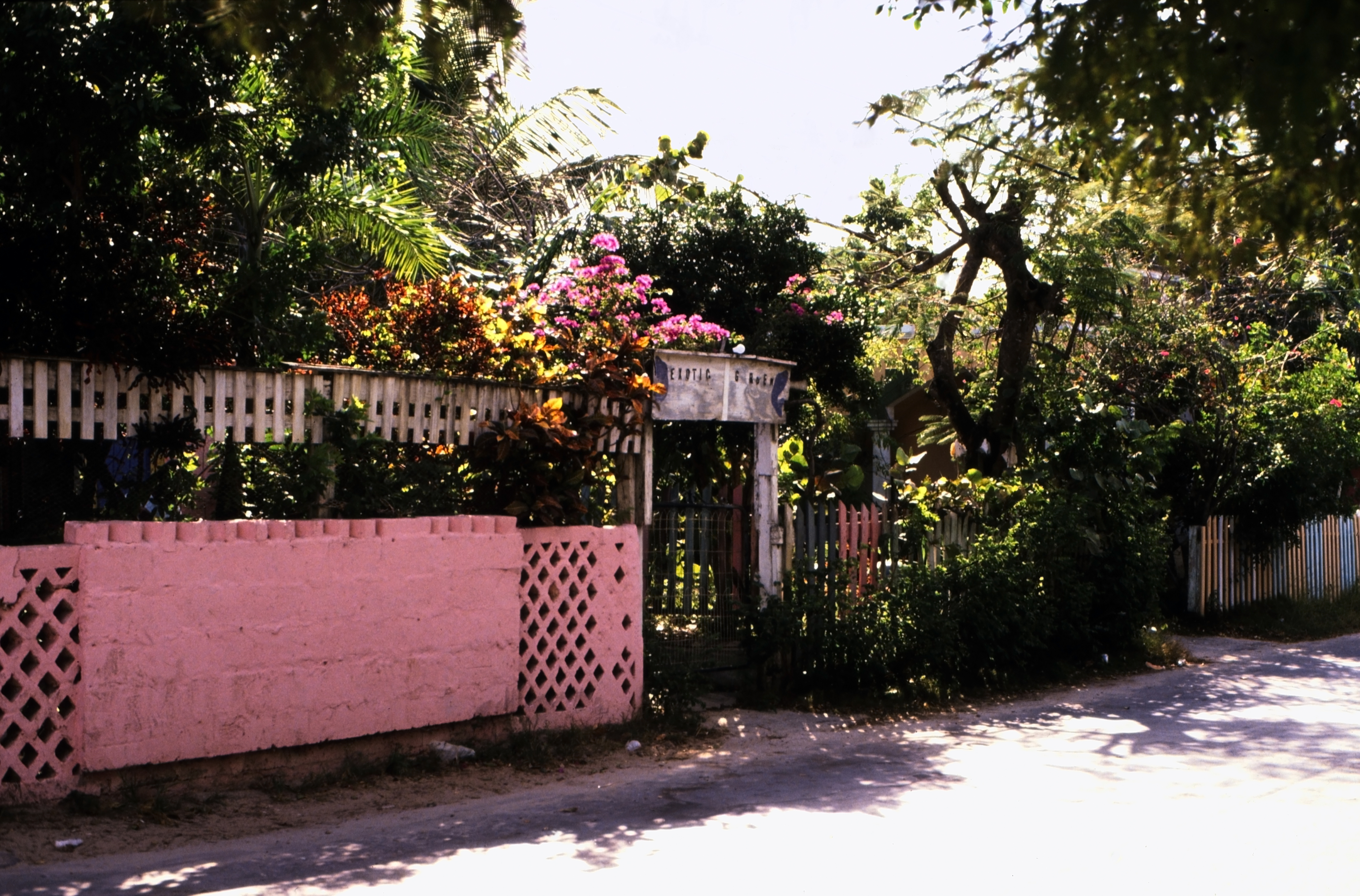